# Epd Film
epd Film ist eine deutsche Filmzeitschrift, die seit 1984 monatlich erscheint. Sie ist der Nachfolger des seit 1948 jährlich publizierten Evangelischen Filmbeobachters (1948–1971) und der Zeitschrift Kirche und Film (1948–1983). Neben dem Filmdienst ist sie eine der beiden führenden religiösen Zeitschriften für Filmkritik in Deutschland.

## Beschreibung
Herausgegeben wird die Zeitschrift vom Evangelischen Pressedienst (epd) und vom Gemeinschaftswerk der Evangelischen Publizistik (GEP). epd Film ging aus der Vorgängerpublikation epd Kirche und Film hervor, die auf eine innerkirchliche Leserschaft ausgerichtet war. So nehmen Beiträge zu spezifisch theologischen Themen im epd Film nur noch einen geringen Raum ein. epd Film wird von der Evangelischen Kirche bezuschusst (2001 mit 171.000 Mark).
epd Film versteht sich als Servicezeitschrift, die die gesamte monatliche Aktualität des Filmbereichs abdecken will. Der Umfang stieg von anfänglich 40 Seiten in Schwarzweiß auf inzwischen 76 Seiten komplett in Farbe.
Der Inhalt besteht aus den drei Teilen:
1. Rezensionen aktueller Filme,
2. größeren Überblicksartikeln über Persönlichkeiten der Filmwelt bzw. Filmländer oder -genres sowie längere Werkstattgespräche mit Regisseuren und anderen Filmpersönlichkeiten,
3. dem Magazin, das aktuelle Meldungen, Fernsehtipps, Festivalberichte, Veranstaltungshinweise, Nachrufe und Rezensionen von DVDs, Filmmusik-CDs und Filmbüchern enthält.

Die Redaktion von epd Film hat ihren Sitz in Frankfurt am Main und besteht aus drei Redakteuren. Sie wird von Karsten Frerichs, dem Chefredakteur der epd-Zentralredaktion herausgegeben. Verantwortlicher Redakteur war von 1984 bis 2002 Wilhelm Roth, sein Nachfolger wurde Rudolf Worschech, der im Mai 2023 in Ruhestand ging. Seitdem leitet Sabine Horst die Redaktion. Die meisten Beiträge werden von freien Mitarbeitern geschrieben, bei denen es sich in der Mehrzahl um renommierte Filmkritiker und -journalisten handelt. Neben dem katholischen film-dienst, der 2007 eingestellten steadycam, der Cargo und Filmbulletin – Zeitschrift für Film und Kino (CH) gehört epd Film zu den angesehensten deutschsprachigen Filmzeitschriften.
Im Jahr 2003 wurde epd Film gemeinsam mit dem film-dienst mit dem „Preis der deutschen Filmkritik“ ausgezeichnet. Zusammengenommen, so die Begründung der Jury, stellten die Hefte eine Art deutsche Entsprechung zu den französischen Cahiers du cinéma dar.

## Sonstiges
epd Film ist Partner der Kurzfilm-Reihe „Night Of The Shorts“ (Oktober 2006) und des Kirchlichen Filmfestivals Recklinghausen. Zusammen mit dem Deutschen Filmmuseum Frankfurt veranstaltet epd Film die Reihe Was tut sich – im deutschen Film?. Dabei werden im Kino des Filmmuseums monatlich ausgewählte Produktionen gezeigt, an denen sich die Entwicklungslinien des deutschen Kinos in den letzten Jahren ablesen lassen. Nach jeder Vorführung stellen sich Regisseure, Schauspieler und jeweils ein Filmkritiker in einem Werkstattgespräch der Debatte.

## Redakteure und Autoren (Auswahl)
- Sabine Horst (Verantwortliche Redakteurin)
- Barbara Schweizerhof (Redakteurin)
- Rudolf Worschech
- Frank Arnold
- Jörg Buttgereit
- Jan Distelmeyer
- Christoph Dompke
- Marli Feldvoß
- Heike-Melba Fendel
- Rainer Gansera
- Raimund Gerz
- Stefan Höltgen
- Martina Knoben
- Detlef Kühn
- Tim Lindemann
- Marion Löhndorf
- Kai Mihm
- Michael Ranze
- Manfred Riepe
- Hans Schifferle
- Georg Seeßlen
- Anke Sterneborg
- Marcus Stiglegger
- Sascha Westphal